# Peperomia arbuscula
Peperomia arbuscula är en pepparväxtart som beskrevs av Truman George Yuncker. Peperomia arbuscula ingår i släktet peperomior, och familjen pepparväxter. Inga underarter finns listade i Catalogue of Life.